# ساموئل ال. ساثرد
ساموئل ال. ساثرد (به انگلیسی: Samuel L. Southard) سناتور سابق عضو حزب ویگ بود. وی در سال ۱۸۲۱ تا ۱۸۲۳ و ۱۸۳۳ تا ۱۸۳۷ و ۱۸۳۷ تا ۱۸۴۲ میلادی سناتور ایالت نیوجرسی در سنای ایالات متحده آمریکا بود.